# Anderhalbs
Anderhalbs (westallgäuerisch: Andərhalbs (dinne)) ist ein Gemeindeteil der Gemeinde Maierhöfen im bayerisch-schwäbischen Landkreis Lindau (Bodensee).

## Geographie
Der Weiler liegt circa 1,5 Kilometer nördlich des Hauptorts Maierhöfen und zählt zur Region Westallgäu.

## Ortsname
Der Ortsname stammt vom mittelhochdeutschen Adjektiv „anderhalp“  für „auf der anderen Seite“ und bedeutet „(Siedlung) auf der anderen Seiten (der Straße)“.

## Geschichte
Anderhalbs wurde erstmals im Jahr 1621 mit dem Gut zum Anderhalbs urkundlich erwähnt. 1810 fand die Vereinödung Anderhalbs mit fünf Teilnehmern statt.
Der Ort gehörte einst zum Gericht Grünenbach in der Herrschaft Bregenz. Später dann bis zum 1. Januar 1935 gehörte die Ortschaft der Gemeinde Gestratz an.

### Schlösschen
In Anderhalbs befand sich ein Schloss der Junker von Eberz. Es wurde erstmals urkundlich im Jahr 1687 erwähnt. Im Jahr 1924 wurde es wegen Baufälligkeit abgebrochen.